# Chiltern (dystrykt)
Chiltern – dawny dystrykt niemetropolitalny w hrabstwie Buckinghamshire w Anglii, istniejący w latach 1974–2020. W 2011 roku dystrykt liczył 92 635 mieszkańców.
1 kwietnia 2020 roku włączony został do nowo utworzonej jednostki typu unitary authority Buckinghamshire.

## Miasta
- Amersham
- Chesham

## Inne miejscowości
Ashley Green, Ballinger Bottom, Bellingdon, Botley, Chalfont St Giles, Chalfont St Peter, Chartridge, Chenies, Chesham Bois, Cholesbury, Coleshill, Great Missenden, Hawridge, Holmer Green, Latimer, Ley Hill, Little Chalfont, Little Missenden, Penn, Prestwood, Seer Green, St Leonards, The Lee.